# Xixuthrus axis kozlovantoni
Xixuthrus axis kozlovantoni es una subespecie de escarabajo longicornio del género Xixuthrus, categorizada en la tribu Macrotomini, de la subfamilia Prioninae. Fue descrita por Titarenko & Zubov en 2018.

## Descripción
Mide 71-83 mm de longitud.

## Distribución
Se distribuye por Indonesia (Molucas).